# Дерматом (инструмент)

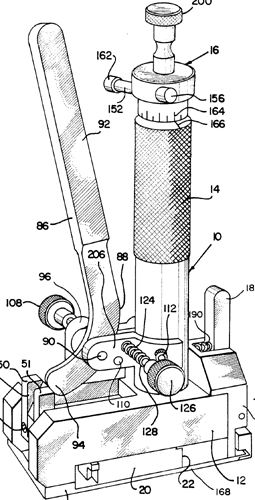
Конструкция раннего механического дерматома, работающего по возвратно поступательному принципу.

Дерматом представляет собой специальный медицинский инструмент для снятия тонкого кожного лоскута с донорского участка для последующей пересадки. Применяется преимущественно в комбустиологии с целью получения трансплантата для пластики ожогового дефекта после ожогов 3-й степени.

## История возникновения
Первый дерматом был создан в 1939 году врачом И. Педжетом и инженером Худом. Изобретение этого инструмента позволило успешно снимать более обширные и тонкие кожные лоскуты, не повреждая их, что, в свою очередь, облегчало заживление донорской раны и обеспечивало наилучшее приживление трансплантанта в области травмы.
В 1946 году появился советский аналог дерматома, разработанный Колокольцевым. Первые дерматомы производились на заводе «Красногвардеец» в Ленинграде и работали по возвратно-поступательной схеме. Впоследствии появились роторные дерматомы казанского производства. Вне СССР использовались только дерматомы, построенные по возвратно-поступательному принципу. Впоследствии дерматомы стали оснащаться электрическим приводом.

## Классификация
Выделяют несколько признаков, по которым классифицируются дерматомы.
По принципу действия:
- Возвратно-поступательные.
- Дисковые
- Роторные.

По типу привода:
- Механические.
- С электрическим приводом.
- Пневматические.

## Устройство
Изначально первые дерматомы обладали возвратно-поступательным движением ножа. Основной недостаток данного способа в том, что при таком движении лезвия формируется кожный лоскут неравномерной толщины, что негативно сказывается на качестве трансплантата и скорости последующего заживления.
С целью преодоления данной проблемы были созданы дисковые дерматомы, которые лишены подобного недостатка.

## Принцип действия

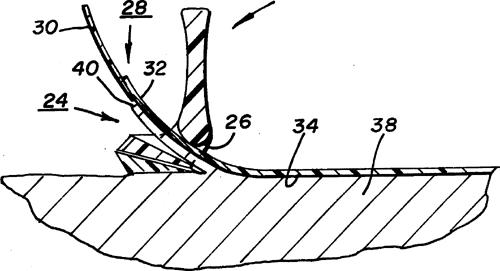
Схема снятия кожного лоскута с помощью дерматома.

Острое и тонкое лезвие дерматома при движении ножа подрезает кожу в области складки, формируемой специальным упором на дерматоме, и, как мы видим на схеме, формируется относительно тонкий кожный лоскут.

## Современное использование
Дерматомы широко применяются в настоящее время для получения кожных лоскутов для последующей пластики ожоговых дефектов. В настоящее время в России получили широкое распространение дисковые дерматомы с электрическим приводом.